# Alfred Iverson, Jr.
Pour les articles homonymes, voir Iverson.
Alfred Iverson, Jr., né le 14 février 1829 dans le comté de Jones et mort le 31 mars 1911 à Atlanta, est un avocat et militaire américain.

## Biographie
Il est le fils de Alfred Iverson, Sr. (en).
Il participe à la guerre américano-mexicaine puis à la guerre de Sécession du côté des Confédérés.
Il a servi dans les campagnes de 1862-1863 avec l'armée de Virginie du Nord en tant que commandant de régiment, puis plus tard de brigade. Son ascension est stoppée après un désastreux assaut d'infanterie au premier jour de la bataille de Gettysburg. Le général Robert Lee retire son commandement à Iverson et l'envoie en Géorgie sur un autre front.
Au cours de la campagne d'Atlanta, il réussit près de Macon en Géorgie à capturer le général George Stoneman. Stoneman est alors le plus haut gradé de l'Union fait prisonnier de guerre.